# Östlig skrikuv
Östlig skrikuv (Megascops asio) är en fågel i familjen ugglor inom ordningen ugglefåglar. Den förekommer huvudsakligen i östra Nordamerika.

## Kännetecken

### Utseende
Östlig skrikuv är en liten (18–23 cm) och kompakt uggla med relativt kort stjärt, breda vingar, stort huvud och små örontofsar. Fjäderdräkten varierar från rostrött till grått, men är alltid intrikat mönstrad, på undersidan med mörka längsgående streck och tvärband. Västliga fåglar är större och ljusare, sydliga mindre och mörkare. Ögonen är gula och näbben ljusgrå. Arten är mycket lik nära släktingen västlig skrikuv, men denna har mörk näbb samt vanligen kraftigare längsgående streck men svagare tvärband undertill.

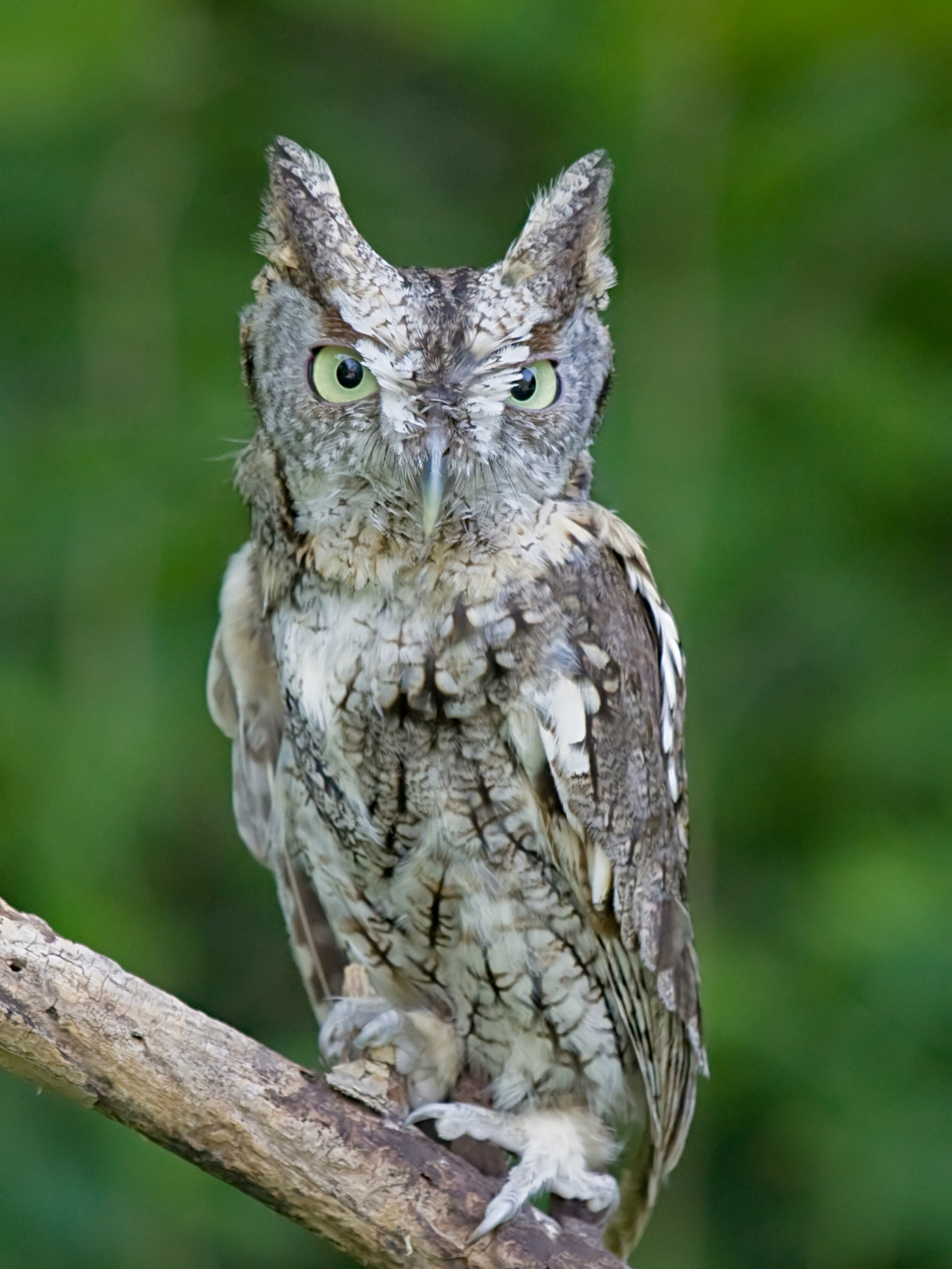

### Läten
Östliga skrikuvens huvudsakliga sång består av en tydligt fallande serie gnäggande visslingar Även en darrande tremolosång hörs, en lång visslad drill på samma tonhöjd.

## Utbredning och systematik
Östlig skrikuv delas in i sex underarter med följande utbredning:
- asio-gruppen
  - Megascops asio maxwelliae – förekommer i södra och centrala Kanada och norra och centrala USA
  - Megascops asio naevius – förekommer i sydöstra Kanada och nordöstra USA (söderut till North Carolina)
  - Megascops asio asio – förekommer från Oklahoma till South Carolina och Georgia
  - Megascops asio hasbroucki – förekommer från centrala Oklahoma till Texas
  - Megascops asio floridanus – förekommer från Louisiana till Florida
- Megascops asio mccallii – förekommer från södra Texas till nordöstra Mexiko (Nuevo León och Tamaulipas)

Underarten naevius inkluderas ofta i nominatformen. Vissa inkluderar taxonet lambi med utbredning i södra Mexiko i arten, men den behandlas vanligen som underart till kustskrikuven (M. cooperi). Tidigare behandlades västlig och östlig skrikuv som en och samma art, och de hybridiserar tillfälligt där deras utbredningsområden möts eller överlappar. Genetiska studier visar dock att de utgör två skilda klader och bör därför behandlas som egna arter, vilket även stöds av morfologiska och lätesmässiga skillnader.

## Levnadssätt
Östlig skrikuv hittas i olika typer av skogklädda miljöer. Den är strikt nattlevande och tillbringar dagen med att vila i gamla hackspettshål eller liknande utrymmen eller tätt intill en trädstam. Nattetid sitter den på låga grenar i fruktträdgårdar, skogsbryn och öppen skog och spanar efter insekter eller gnagare. Den tar också maskar och vattenlevande djur som kräftor. Fågeln häckar mellan mars och september.

## Status och hot
Arten har ett stort utbredningsområde och en stor population, och tros öka i antal. Utifrån dessa kriterier kategoriserar IUCN arten som livskraftig (LC). Världspopulationen uppskattas till 770 000 individer.